# Colchique de Byzance
Espèce
Classification phylogénétique
Le colchique de Byzance, Colchicum ×byzantinum, est une espèce de plante à fleurs du genre Colchicum. Il appartient à la famille des Liliaceae selon la classification classique. La classification phylogénétique le place dans la famille des Colchicaceae. La plante a été nommée en 1601 par Clusius, qui cultiva des cormes qu’il avait obtenu à Constantinople en 1588.
Le gros corme, qui est souvent proposé pour fleurir "à sec" sur une tablette de fenêtre, produit une vingtaine de fleurs, qui sont plus grandes que celles du colchique d'automne.
Colchicum ×byzantinum (Syn. Colchicum autumnale 'Major' hort.) est un taxon stérile issu vraisemblablement d’un croisement Colchicum autumnale × Colchicum cilicicum.
Le colchique de Byzance, qui ressemble au colchique de Cilicie, Colchicum cilicicum, fleurit plus tôt que ce dernier. Les fleurs d’un rose lilacé plus clair ont des stigmates pourprés, qui dépassent à peine les étamines dont les anthères jaunes sont disposées verticalement. Chez le colchique de Cilicie, les stigmates pourpres dépassent largement les étamines dont les anthères sont disposées horizontalement.
Au printemps apparaissent les larges feuilles cannelées, qui peuvent atteindre 30 cm de longueur et ne se faneront qu’au début de l’été. Il faut les conserver si on veut que la plante refleurisse.
'Album' est une sélection à fleurs blanches avec un soupçon de rose.

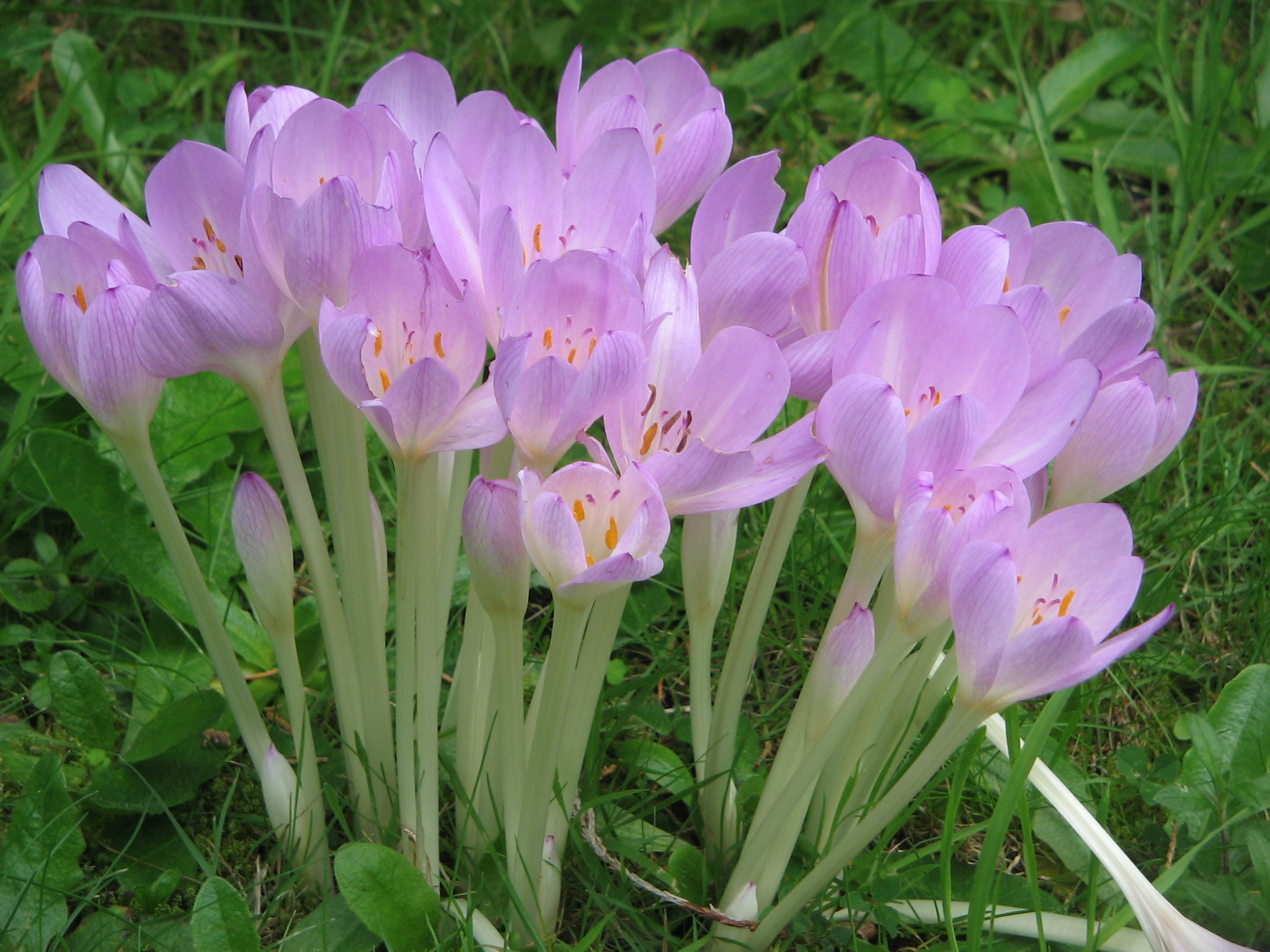
Un exemplaire très florifère.
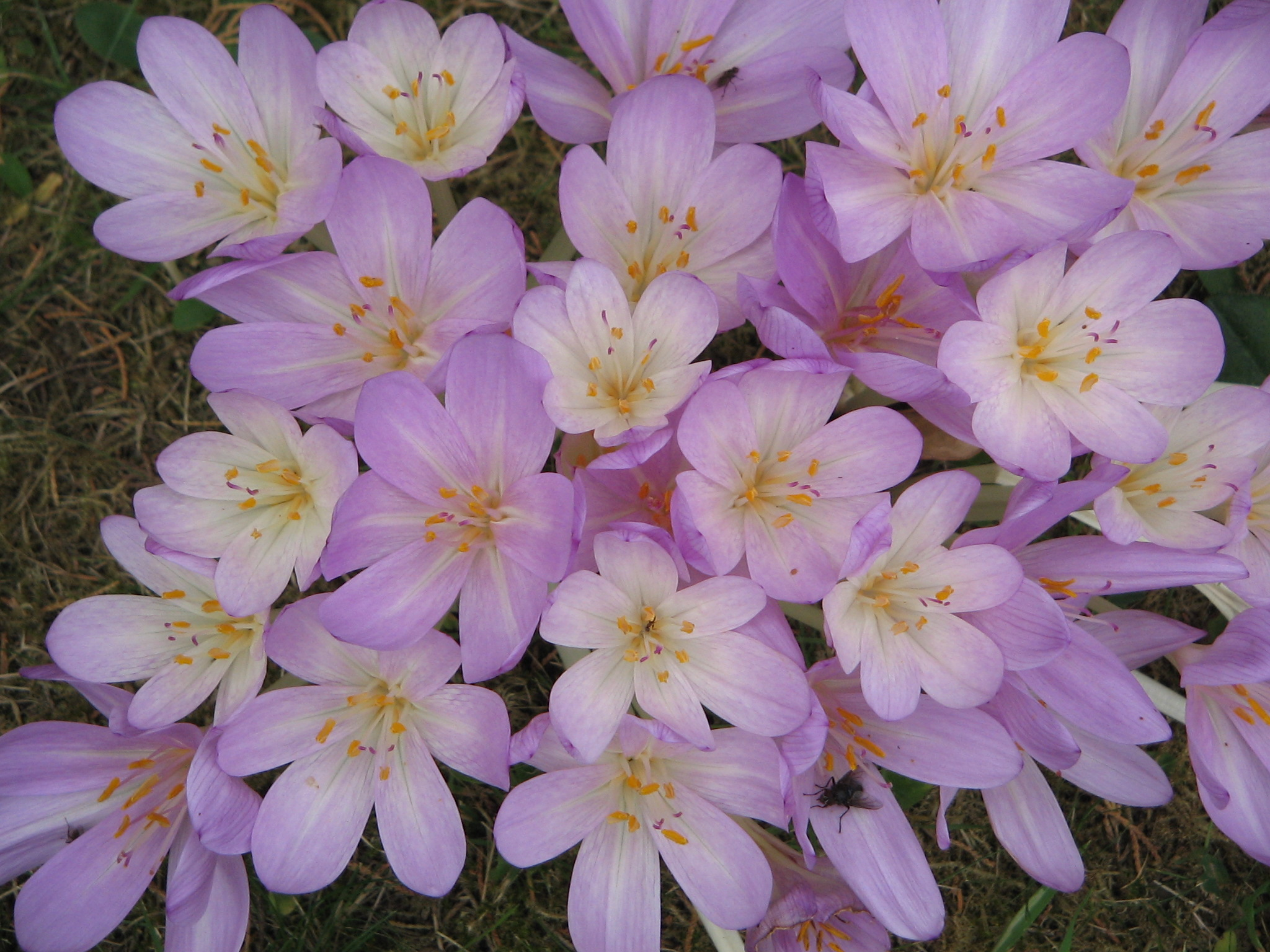
Un exemplaire âgé, en plongé.
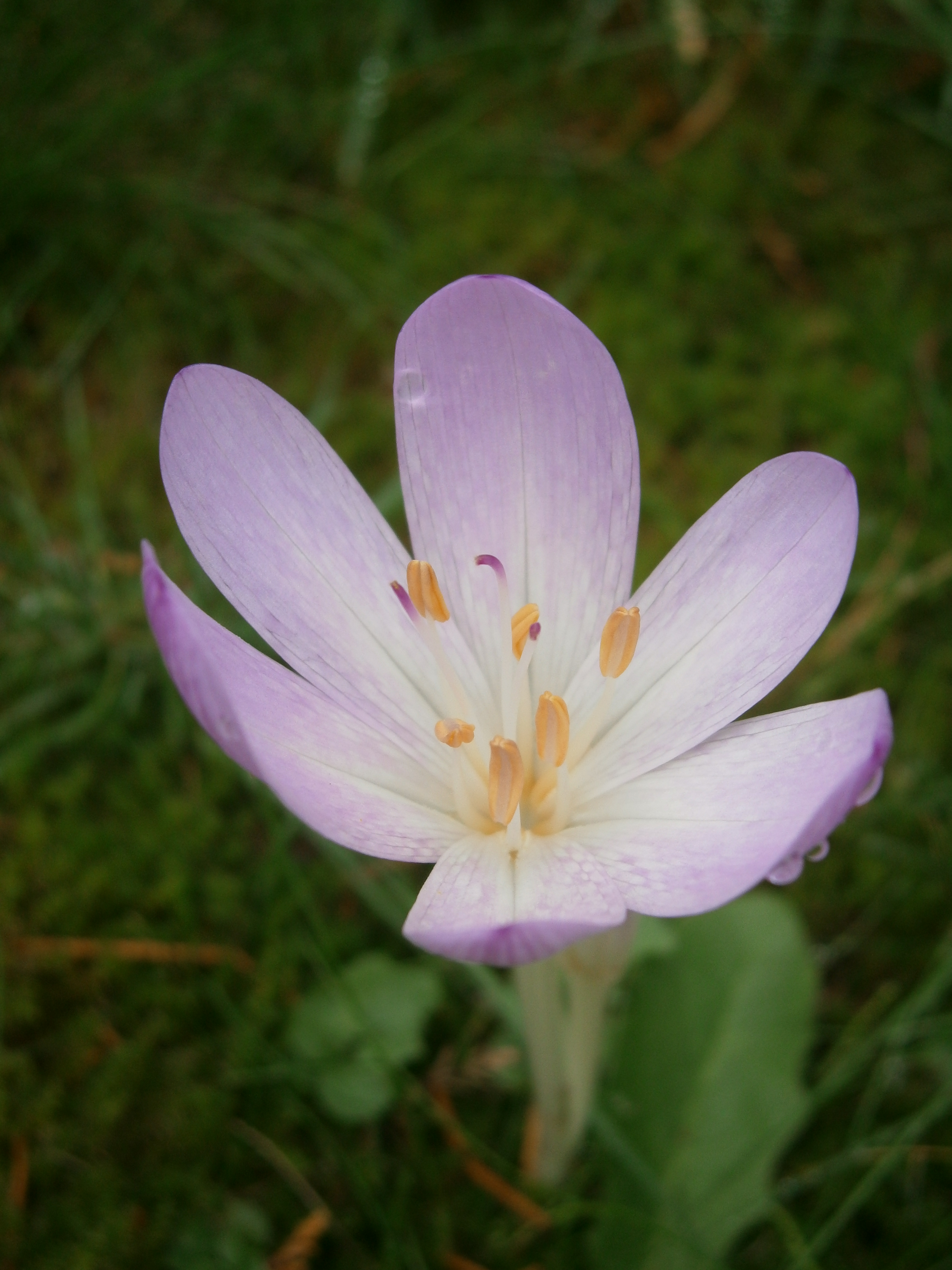
Fleur en plan rapproché.
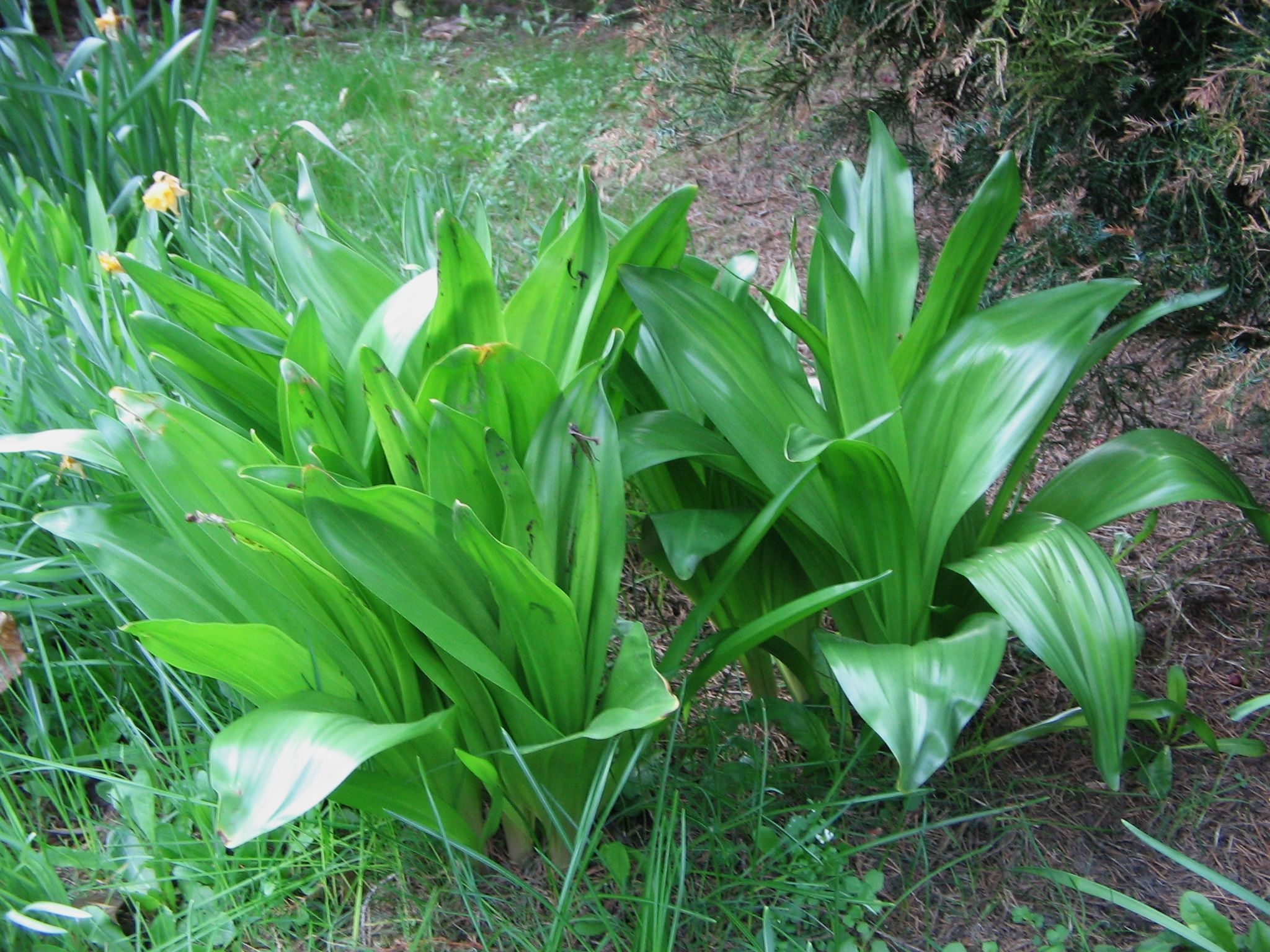
Les feuilles au printemps.